# Tyloxoles discordans
Tyloxoles discordans là một loài bọ cánh cứng trong họ Cerambycidae.